# Paquet Java
Un paquet Java organitza les classes Java en espais de noms, proporcionant un espai de noms únic per a cada tipus que conté. Les classes del mateix paquet poden accedir mútuament als membres del paquet privat i protegits.
En general, un paquet pot contenir els següents tipus de tipus: classes, interfícies, enumeracions i tipus d'anotació. Un paquet permet a un desenvolupador agrupar classes (i interfícies) junts. Totes aquestes classes estaran relacionades d'alguna manera: totes poden tenir a veure amb una aplicació específica o realitzar un conjunt específic de tasques. Els programadors també solen utilitzar paquets per organitzar classes que pertanyen a la mateixa categoria o que proporcionen una funcionalitat similar.

## Ús de paquets
En un fitxer font de Java, el paquet al qual pertanyen la classe o les classes d'aquest fitxer s'especifica amb la paraula clau package. Aquesta paraula clau sol ser la primera paraula clau del fitxer font. Com a màxim una declaració de paquet pot aparèixer en un fitxer font.
```
package
 
java.awt.event
;

```

Per utilitzar les classes d'un paquet dins d'un fitxer font Java, és convenient importar les classes del paquet amb una declaració import. La següent declaració
```
import
 
java.awt.event.*
;

```

importa totes les classes del paquet java.awt.event, mentre que la següent declaració
```
import
 
java.awt.event.ActionEvent
;

```

Les classes també es poden utilitzar directament sense una declaració d'importació utilitzant el nom complet de la classe. Per exemple,
```
ActionEvent
 
myEvent
 
=
 
new
 
ActionEvent
();

```

Classes can also be used directly without an import declaration by using the fully qualified name of the class. For example,
```
java
.
awt
.
event
.
ActionEvent
 
myEvent
 
=
 
new
 
java
.
awt
.
event
.
ActionEvent
();

```

no requereix una declaració d'importació prèvia.

## Protecció d'accés al paquet
Els membres públics i les classes són visibles a tot arreu i els membres privats només són visibles a la mateixa classe. Les classes d'un paquet poden accedir a classes i membres declarats amb accés predeterminat (paquet-privat ), així com als membres de classe declarats amb el modificador d'accés protected. L'accés per defecte (paquet-privat) s'aplica quan una classe o un membre no s'ha declarat com a public, protected o private. Per contra, les classes d'altres paquets no poden accedir a les classes i als membres declarats amb accés per defecte. Tanmateix, es pot accedir als membres de classe declarats com a protected des de les classes del mateix paquet, així com des de les classes d'altres paquets que són subclasses de la classe declarant.

## Creació de fitxers JAR
Els fitxers JAR es creen amb la utilitat de línia d'ordres jar. La comanda
jar cf myPackage.jar *.class
comprimeix tots els fitxers.class al fitxer JAR myPackage.jar. L'opció "c" de la línia d'ordres indica a l'ordre jar que "creï un nou arxiu". L'opció 'f' li indica que creï un fitxer. El nom del fitxer ve després del contingut del fitxer JAR.

## Paquets bàsics a Java SE 8
| java.lang         | funcionalitat bàsica del llenguatge i tipus fonamentals que està disponible sense l'ús d'una declaració d'importació.                |
| java.util         | classes d'estructura de dades de recollida                                                                                           |
| java.io           | operacions de fitxers |
| java.matemàtiques | aritmètica multiprecisió |
| java.nio          | el marc d'E/S sense bloqueig per a Java                                                                                              |
| java.net          | operacions de xarxa, sòcols, cerques de DNS,...                                                                                      |
| java.seguretat    | generació de claus, xifratge i desxifrat                                                                                             |
| java.sql          | Connectivitat de bases de dades Java (JDBC) per accedir a bases de dades                                                             |
| java.awt          | jerarquia bàsica de paquets per a components natius de la GUI                                                                        |
| java.text         | Proporciona classes i interfícies per gestionar text, dates, números i missatges d'una manera independent dels llenguatges naturals. |
| java.rmi          | Proporciona el paquet RMI. |
| java.time         | L'API principal per a dates, hores, instants i durades.                                                                              |
| java.beans        | El paquet java.beans conté classes i interfícies relacionades amb components JavaBeans.                                              |
| java.applet       | Aquest paquet proporciona classes i mètodes per crear i comunicar-se amb les miniaplicacions.                                        |